# Buzzer beater (basket-ball)
Pour les articles homonymes, voir Buzzer beater.

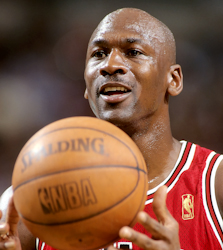
Le tir au buzzer de Michael Jordan surnommé The Shot, réalisé le 7 mai 1989, est l'un des plus célèbres buzzer beaters.

Au basket-ball, un buzzer beater (« tir battant la sonnerie ») désigne un tir en suspension effectué peu avant la fin d'un quart-temps et où le ballon ne pénètre dans l'arceau qu'après que la sonnerie (buzzer) ne retentisse. Si la balle a quitté les mains du joueur avant la sonnerie marquant la fin de la période, le panier est accordé. Les buzzer beaters peuvent se révéler cruciaux, notamment en fin de match où ils peuvent faire basculer l'issue de la rencontre à la dernière seconde. 
Dans la plupart des grands championnats professionnels (NBA, WNBA, LegA Basket et Euroligue) et universitaires (NCAA), le buzzer beater doit être authentifié par les arbitres après le visionnage du ralenti de l'action. Depuis 2002, en NBA, des bandes de couleur rouge s'allument sur le côté du panneau pour signifier la fin de la période. 
Michael Jordan est le joueur ayant réalisé le plus grand nombre de buzzer beaters au long de sa carrière avec 9 (dont 3 en playoffs). 
LeBron James, lui, est celui qui l'a réalisé le plus de fois en playoffs avec 5 (sur 7). 

## Principaux exemples

### NBA (saison régulière)
- Le 3 janvier 1984, Jeff Malone (Bullets de Washington) inscrit un tir à trois points à la dernière seconde, lancé en pleine course et alors qu'il apprête des limites du terrain, permettant à son équipe de l'emporter 103 à 102 contre les Pistons de Détroit[2]. La NBA considère ce buzzer beater comme l'une des plus belles actions de l'histoire de la ligue[3].
- Le 27 novembre 1992, après un contre de Dikembe Mutombo sur Danny Manning, Chris Jackson récupère la balle, remonte le terrain et inscrit un buzzer beater depuis le milieu du terrain pour offrir la victoire à Denver face aux Clippers (109-106).
- Le 5 novembre 2008, le meneur des Rockets Tracy McGrady manque un tir, récupéré au rebond par l'ailier des Trail Blazers : Travis Outlaw. L'entraineur Nate McMillan choisit de ne pas demander de temps mort, et Brandon Roy remonte le terrain pour inscrire un fadeaway donnant l'avantage à Portland à 1,9 secondes de la fin du match. Avec 0,8 secondes restantes dans la partie, Yao Ming inscrit un fadeaway et obtient un lancer franc, qu'il inscrit pour donner l'avantage à Houston (99-98). Le meneur de Portland, Steve Blake, passe la balle à Roy qui inscrit un spectaculaire tir à trois points et scelle le score en faveur de son équipe (99-101)[4].
- En 2017, Russell Westbrook, s'est offert la victoire contre les Denver Nuggets sur un score de 115-114 à la dernière seconde, concluant sa saison parfaite où il venait de réaliser son 42e Triple-Double de sa saison lors du même match.
- En 2021, Devonte' Graham rentre le buzzer beater le plus éloigné de l'arceau de l'histoire de la NBA lors d'un match entre Pelicans et Thunder : 18,6 mètres (61 pieds), il l'a tiré dans son camp derrière sa ligne de 3 points. Shai-Gilgeous Alexander avait pourtant lui même rentré un shoot à 3 points à 1,7 secondes de la fin pour égaliser (score final : 113-110).

### NBA (playoffs)
- Lors du match 3 des Finales NBA 1970, qui oppose les Lakers aux Knicks, Jerry West effectue un tir depuis l'autre bout du terrain et obtient l'égalisation ; le tir à trois points n'ayant pas encore été inventé à l'époque, son tir n'a valu que deux points. Les Lakers s'inclinent finalement 111 à 108 après prolongations[5].
- En mai 1989, lors du match 5 de la série de playoffs opposant les Bulls de Chicago aux Cavaliers de Cleveland, Michael Jordan récupère la touche avec trois secondes restantes dans la dernière période, puis court jusqu'à la ligne des lancers-francs pour inscrire un panier décisif, offrant la victoire à son équipe sur le score de 101 à 100. Ce tir est resté célèbre sous le nom de « The Shot »[6].
- Lors du match 1 des Finales NBA 1997, qui oppose les Bulls de Chicago au Jazz de l'Utah, Michael Jordan inscrit un panier au buzzer face à Bryon Russell et permet la victoire de Chicago sur un score de 84 à 82[1].
- Lors du match 5 des demi-finales de la Conférence Ouest 2004, Tim Duncan inscrit un fadeaway devant Shaquille O'Neal pour donner l'avantage aux Spurs face aux Lakers (72-73) à 0,4 secondes de la fin. Récupérant une touche et tirant directement au panier, Derek Fisher renverse la situation par un buzzer beater et offre la victoire à son équipe sur le score de 74 à 73[7].
- Lors du match 4 du premier tour de la Conférence Ouest 2006, Kobe Bryant inscrit un tir au buzzer pour offrir la victoire aux Lakers contre les Suns de Phoenix (99-98)[8].
- Lors du match 3 des demi-finales de la Conférence Est 2015, Derrick Rose offre la victoire aux Bulls de Chicago contre les Cavaliers de Cleveland par un tir à trois points au buzzer (99-96). Lors du match 4 de ces mêmes demi-finales, LeBron James réplique en offrant la victoire aux Cavaliers grâce à un tir pris dans le coin (86-84)[9]. L'entraineur des Cavaliers, David Blatt, était alors en train de demander un temps mort alors que l'équipe n'en disposait plus d'aucun, ce qui aurait dû valoir aux Bulls le bénéfice  d'un lancer franc et d'une possession.
- Lors du match 5 du 1er tour de playoffs en Conférence Ouest 2019, Damian Lillard rentre un 3 points à 11 mètres du panier, soit environ 4 mètre derrière la ligne de 3 points alors que les 2 équipes étaient à égalité (118-115). Il donnera la victoire mais aussi la série au Trail Blazers de Portland (4-1), il avait déjà remporté une série de playoffs dans le passé avec une nouvelle fois un buzzer beater en 2014, faisant de lui et Micheal Jordan, les seuls joueurs à avoir terminé une série de playoffs en buzzer beater 2 fois dans leurs carrières.
- Toujours en 2019, en demi-finales de la Conférence Est cette fois, c'est Kawhi Leonard qui fera remporté la série au Raptors de Toronto lors d'un Match 7 légendaire contre les 76ers de Philadelphie grâce à un shoot à 2 points (92-90). Ce buzzer beater est spécial en raison de sa nature dramatique : son shoot n'est pas rentré directement dans le panier, il a tapé 4 fois l'arceau avant de transpercer les filets. Ce tir mènera Kawhi et les Raptors tout droit vers le titre de Champion NBA (2e pour Kawhi et 1re pour la franchise).